# Gobierno Tłı̨chǫ
El Gobierno Tłı̨chǫ, también conocido como Tłı̨chǫ Ndekʼàowo, es una nación originaria de Canadá que representa al pueblo Tłįchǫ en los Territorios del Noroeste de Canadá. Creado en 2005 a raíz del Acuerdo Tłı̨chǫ con el Gobierno de Canadá, el gobierno descentralizado es responsable de la prestación de servicios públicos, la gestión de recursos naturales, la protección del medio ambiente, jurisdicción sobre tierras, nacionalidad,  y la promoción de la cultura y el Idioma tłįchǫ.

## Geografía
Mediante el Acuerdo Tłįchǫ se definió la propiedad de 39.000 km 2 de tierra ubicada entre el Gran Lago del Esclavo y el Gran Lago del Oso, incluidos los derechos de superficie y subsuelo, y una parte de las regalías minerales del valle de Mackenzie.
La mayor parte del territorio Tłı̨chǫ está cubierta por bosques boreales, dominados por coníferas como el pino negro, la pícea blanca y el abeto. Estos bosques albergan una biodiversidad de flora y fauna, incluyendo alces, caribúes, osos negros, lobos y una gran variedad de aves. En las latitudes más septentrionales y en las elevaciones más altas, el bosque boreal da paso a la tundra. Este bioma se caracteriza por su vegetación baja y resistente al frío, como musgos, líquenes y arbustos enanos. La tundra es un hábitat crucial para el caribú y otras especies adaptadas al frío extremo.
El área tradicional de los Tłı̨chǫ, como fue descrita por el Jefe Monfwi durante la firma del Tratado 11 en 1921, se denominó se llamó Monfwı̀ Gogha Dè Nı̨htł'è, el área de gestión definida por el Acuerdo Tłı̨chǫ, es un área más extensa que la tierra traducional de los Tłı̨chǫ. Wekʼèezhìi comparte límites con el Área de Asentamiento de Sahtu y Nunavut, e incluye las cuatro comunidades miembros de Tłı̨chǫ: Gamèti, Wekweètì, Whatì y Behchokǫ̀ . Esta área también abarca las minas de diamantes Ekati y Diavik.

## Conferencia de Autoridades Administrativas (CMA) de los Territorios del Noroeste
El Gobierno de Tłı̨chǫ es una de las Autoridades Administrativas que forman parte de la Conferencia de Autoridades Administrativas (CAA) del Territorio Noroeste (NWT) para la gestión del caribú boreal. Esta conferencia incluye al Gobierno de los NWT, al Consejo Asesor de Gestión de la Vida Silvestre (NWT), la Junta de Recursos Renovables de Gwich'in, la Junta de Recursos Renovables de Sahtu y la Junta de Recursos Renovables de Wekʼèezhìi. Con base en el informe del Comité de Especies en Riesgo (SARC) de 2012, la Conferencia de Autoridades Administrativas (CMA) del NWT agregó en octubre de 2013 el caribú de los bosques boreales a la Lista de Especies en Riesgo de los Territorios del Noroeste como especie amenazada. 

### Junta de Recursos Renovables Wekʼèezhìi
El gobierno de Tłı̨chǫ nombra al 50% de los miembros de la Junta de Recursos Renovables de Wekʼèezhìi (WRRB), que es una junta de coadministración. El otro 50% de los miembros es designado por el Gobierno de Canadá y el Gobierno del Territorio del Noroeste. La WRRB es una institución gubernamental pública encargada de la gestión de la vida silvestre y su hábitat, incluyendo bosques, plantas y áreas protegidas, en el área de Wekʼèezhìi.

## Comunidades
- Behchokǫ̀
- Gameti
- Wekweètì
- Whatì